# Сметанін Герман Володимирович
Ге́рман Володи́мирович Смета́нін (нар. 8 жовтня 1992, Харків, Україна) — Генеральний директор Укроборонпрому (з 20.08.2025). Міністр із питань стратегічних галузей промисловості України (5.09.2024-17.07.2025).

## Життєпис
Народився 1992 року в Харкові, закінчив місцеву школу № 49. Здобув фах інженера-конструктора колісно-гусеничних транспортних засобів у Харківському національному автомобільно-дорожньому університеті.
2019 року отримав диплом магістра з управління оборонно-промислового корпусу в КПІ ім. Сікорського".

### Виробничий досвід
2014—2015 — працював у Харківському конструкторському бюро машинобудування, яке є складовою частиною Укроборонпрому. 2016—2020 — головний конструктор та інженер Львівського бронетанкового заводу.
Під його керівництвом розроблено броньовані ремонтно-евакуаційні машини «Зубр» і «Лев», а також прийнято до постачання броньовану гусеничну пожежну машину ПГМ-72 на базі танка Т-72. 2020—2021 — директор з виробництва Заводу ім. Малишева.
З 29 березня 2021 року по 29 листопада 2022 працював директором Харківського бронетанкового заводу.
З 1 грудня 2022 року — директор з виробництва ЗІМ, в.о генерального директора Заводу ім. Малишева.
1 травня 2023 року став директором Заводу ім. Малишева.

### Директор АТ «Українська оборонна промисловість»
28 червня 2023 року став директором Укроборонпрому. У липні 2024 року Сметанін відкрив перше закордонне представництво у Вашингтоні.
8 серпня 2025 року вдруге став генеральним директором Укроборонпрому.

## Міністр із питань стратегічних галузей промисловості
5 вересня 2024 ВРУ призначила Сметаніна міністром із питань стратегічних галузей промисловості.
У 2024 році в рамках ініціативи ZBROYARI вдалося зібрати $1,5 млрд, за перше півріччя 2025 року вже було залучено понад $2,5 млрд.
16 липня 2025 року залишив посаду Міністра.

## Критика
У листопаді 2024 року захисники почали масово скаржитися на якість партії в 100 тис. мін 120-мм та 82-мм до мінометів, виготовлених на замовлення Міністерства оборони. За словами Сметаніна, військові зафіксовали 417 випадків нештатного спрацювання, з останніх партій у 54 тис. 24 тисячі підлягали заміні. За повідомленнями журналіста Юрія Бутусова, проблема полягала в підривнику.